# Cerro Corá
Cerro Corá este o vale din Paraguay în care a avut loc bătălia de la Cerro Corá.